# Монтемаджоре ал Метауро
Монтемаджо̀ре ал Мета̀уро (на италиански: Montemaggiore, на местен диалект Mònt Magiòr, Монт Маджор) е малко градче в Централна Италия, община Коли ал Метауро, провинция Пезаро и Урбино, регион Марке. Разположено е на 197 m надморска височина.